# Vinko Pakušić
Vinko Pakušić Škrokaro (Stari Grad, 1930. − 29. prosinca 2010.) je bio hrvatski književnik i lokalni dužnosnik. 

## Životopis
Rodio se je u Starom Gradu na otoku Hvaru 1930. godine. Školovao se u Šibeniku gdje je završio za učitelja 1948. godine. U rodnom mjestu se je zaposlio 1954. kao nastavnik hrvatskog jezika. U Splitu je završio 1961. trogodišnu Višu pedagošku školu kao izvanredovni učenik. Sljedeće 1962. godine je direktor Škole. Od 1974. do 1980. godine bio je predsjednikom mjesne zajednice Starog Grada. 
U književni se rad upustio iz hobija. Prve je radove pisao još kao srednjoškolac, a izašli su mu u ondašnjim mladeškim časopisima. Pretkraj školovanja predstavljao je Šibenik u Zagrebu na savjetovanju mladih književnika. Napisao je ukupno nekoliko zbirka pjesama, od kojih je dio u žargonu, zatim putopise po Americi, Češkoj i Nizozemskoj, dnevnika, zatim dvije komedije, jednu dramu i dvije zbirke pripovijedaka. Navedeni dio opusa je još u rukopisu. Jedino objavljeno djelo mu je knjiga Muoj nuono i druge priče iz Paiza, niz istinitih kratkih priča iz novodobne povijesti Starog Grada pisanih na mjesnoj čakavštini.

## Nagrade i priznanja
- Zlatna plaketa Skupštine općine Hvar
- priznanje komandanta veterana SAD-a